# José Augusto Traquina Maria

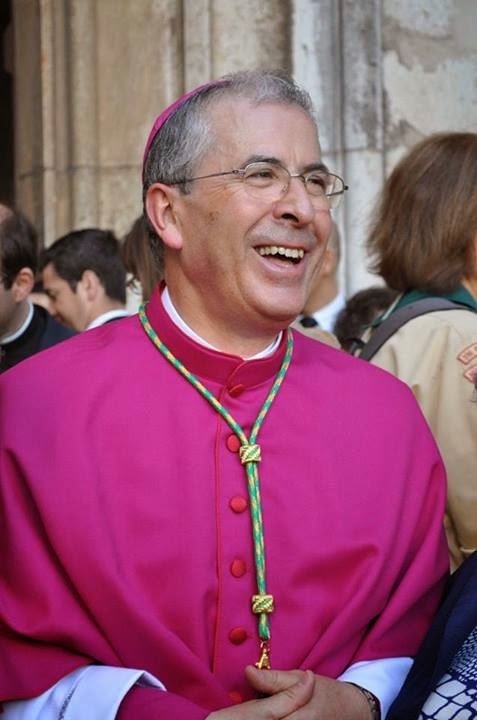
Bischof Traquina

Bischofswappen

José Augusto Traquina Maria (* 21. Januar 1954 in Alcobaça, Portugal) ist ein portugiesischer Geistlicher und römisch-katholischer Bischof von Santarém.

## Leben
José Augusto Traquina Maria empfing am 30. Juni 1985 das Sakrament der Priesterweihe für das Patriarchat von Lissabon.
Am 17. April 2014 ernannte ihn Papst Franziskus zum Titularbischof von Lugura und bestellte ihn zum Weihbischof in Lissabon. Der Patriarch von Lissabon, Manuel Clemente, spendete ihm am 1. Juni desselben Jahres die Bischofsweihe; Mitkonsekratoren waren der Bischof von Porto, António Francisco dos Santos, und der Bischof von Guarda, Manuel da Rocha Felício.
Papst Franziskus ernannte ihn am 7. Oktober 2017 zum Bischof von Santarém. Die Amtseinführung fand am 26. November desselben Jahres statt.